# Roman Schuchewytsch

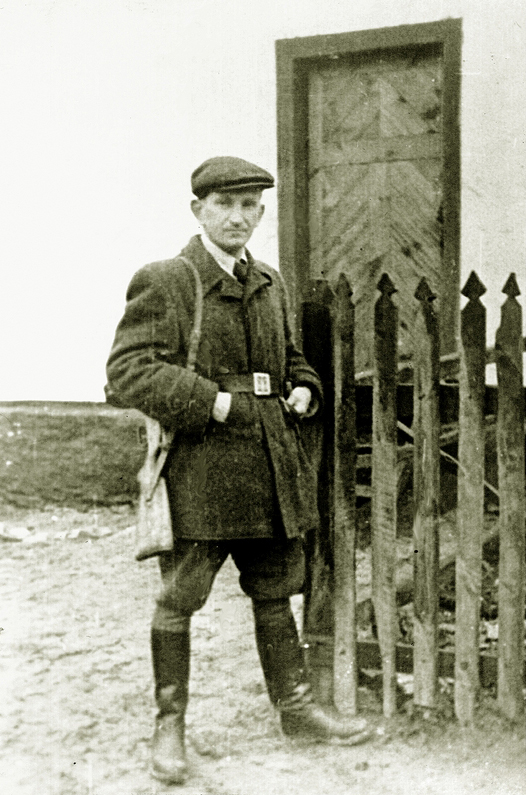
Roman Schuchewytsch 1943

Roman Jossypowytsch Schuchewytsch (ukrainisch Роман Йосипович Шухевич; wissenschaftliche Transliteration Roman Josypovyč Šuchevyč; Pseudonym Taras Tschuprynka; * 30. Juni 1907 in Krakowitz, Galizien, Österreich-Ungarn; † 5. März 1950 bei Lwiw, Ukrainische SSR) war ein ukrainischer Nationalist, Politiker, Offizier des national-ukrainischen Bataillon Nachtigall und Befehlshaber der Ukrainischen Aufstandsarmee (UPA).
Seine Rolle in der ukrainischen Geschichte und historische Einordnung ist heute sehr umstritten. Anlässlich des 100. Jahrestages seiner Geburt verlieh der damals amtierende Präsident Wiktor Juschtschenko ihm posthum den Orden „Held der Ukraine“ und er wurde in einer Ausstellung gewürdigt. Der Titel wurde ihm 2011 wieder aberkannt und er bleibt in der ukrainischen Gesellschaft eine teils verehrte und teils verhasste Figur.

## Leben und Karriere

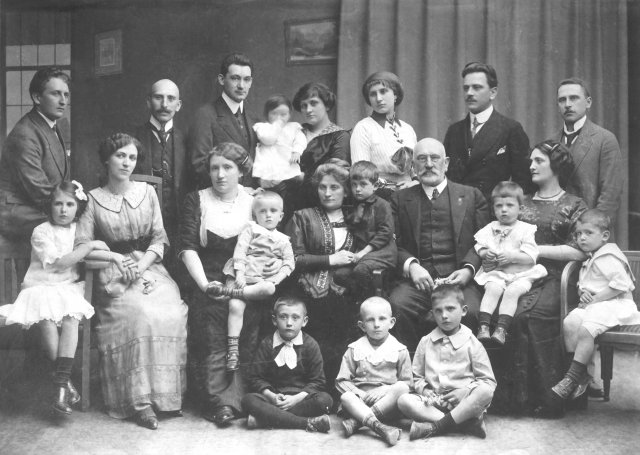
Familie Schuchewytsch

### Jugend
Roman Schuchewytsch wurde 1907 in Krakowitz in Galizien, damals Teil Österreich-Ungarns, in eine ukrainische Familie geboren. Nach dem Ersten Weltkrieg wurden mehrere Versuche, einen ukrainischen Nationalstaat zu errichten, niedergeschlagen. Galizien gehörte daraufhin zu Polen. Die Eltern Schuchewytschs waren nationalbegeistert, der ukrainische nationalistische Vordenker Jewhen Konowalez lebte zeitweise als Untermieter bei der Familie.
Roman Schuchewytsch besuchte das Gymnasium in Lemberg, während seiner Zeit als Gymnasiast wurde er Mitglied einer ukrainischen Pfadfinderorganisation. Er war ein begabter Sportler und Sänger, nach seinem Schulabschluss hatte er einige Soloauftritte in der Lemberger Oper, ebenso nahm er an zahlreichen regionalen Sportwettbewerben teil.

### Ukrainischer Nationalismus und Faschismus

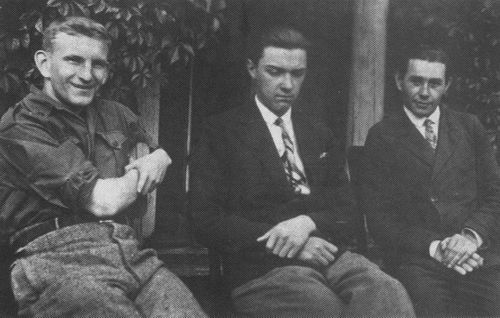
Roman Schuchewytsch (links) im Jahr 1930

Schuchewytsch wurde ein zunehmend radikalerer Anhänger der ukrainischen Nationalbewegung, 1925 trat er der paramilitärischen Ukrainischen Militärorganisation bei. Als ein in nationalen Bewegungen engagierter Ukrainer wurde er trotz einer erfolgreich bestandenen Aufnahmeprüfung nicht am Polytechnikum Lemberg angenommen, so dass Schuchewytsch zunächst in Danzig studierte. Nach einem Jahr wurde er dann doch für das Polytechnikum Lemberg zugelassen, wo er im Oktober 1926 sein Studium fortsetzte.
Noch im selben Monat, am 19. Oktober 1926, beteiligte sich der 19-jährige Schuchewytsch gemeinsam mit Bohdan Pidhajnyj an einem Anschlag auf einen hochrangigen Lemberger Schulbeamten, dem die Ukrainische Militärorganisation die „Polonisierung“ des Schulsystems vorwarf. Dabei soll sein Mittäter die tödlichen Schüsse abgegeben haben. Die beiden blieben unentdeckt und Schuchewytsch nahm in der Folgezeit an zahlreichen Sabotageakten teil. Von 1928 bis 1929 leistete er seinen Militärdienst in der polnischen Armee ab. 1929 schloss er sich der neugegründeten Organisation Ukrainischer Nationalisten (OUN) an. 1930 nahm er an zahlreichen Angriffen auf polnisches Eigentum teil, um das Sanacja-Regime unter Józef Piłsudski zu Reaktionen zu zwingen und so die ukrainische Öffentlichkeit zu radikalisieren.

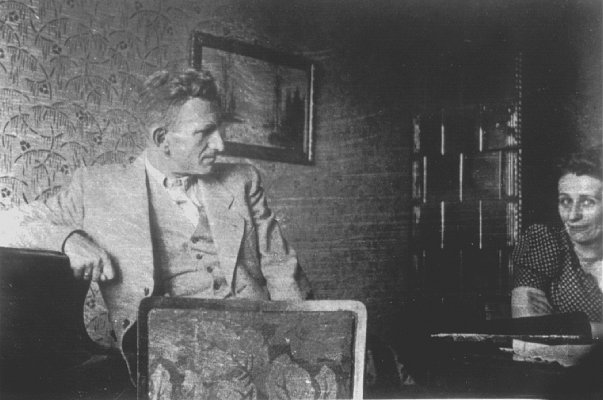
Schuchewytsch mit seiner Schwester, 1938

Schuchewytsch soll in der Folge an der Planung und Durchführung einer Vielzahl weiterer Anschläge durch nationale ukrainische Bewegungen beteiligt gewesen sein, so etwa an der Ermordung des moderaten polnischen Politikers Tadeusz Hołówko (29. August 1931), der sich für Autonomierechte der Ukrainer innerhalb Polens eingesetzt hatte.
Nach der Ermordung des polnischen Innenministers Bronisław Pieracki am 15. Juni 1934 durch die Organisation Ukrainischer Nationalisten (OUN) kam es zu Razzien gegen Mitglieder der OUN. Schuchewytsch wurde am 18. Juli 1934 verhaftet und in das polnische Isolierungslager Bereza Kartuska verlegt. Mangels Beweisen kam er im Dezember 1935 frei. Er wurde bald erneut inhaftiert und 1937 endgültig freigelassen.
Er gründete daraufhin eine erfolgreiche Werbeagentur namens Fama, die eine Fassade für die Aktivitäten der OUN bildete und später auch weitere Geschäftsbereiche erschloss. 1939 beteiligte er sich an einem pro-ukrainischen Staatsstreich in der tschechoslowakischen Karpatenukraine, welche jedoch im März 1939 vom Königreich Ungarn annektiert wurde. Schuchewytsch war an kurzen Kämpfen gegen ungarische Truppen beteiligt.

### Ethnische Säuberungen und Pogrome während des Zweiten Weltkriegs
Schuchewytsch trat nach dem Ausbruch des Zweiten Weltkriegs der Legion Ukrainischer Nationalisten bei und kämpfte dort auf der Seite der deutschen Wehrmacht im Bataillon Nachtigall als Offizier und Kommandeur der Einheit. 1942 war Schuchewytsch mit seinem Bataillon im heutigen Weißrussland stationiert, wo er Partisanen, die gegen die deutsche Besatzer aktiv waren, bekämpfte. Dem Bataillon wird die Beteiligung an der Ermordung von Juden vorgeworfen. Schuchewytschs Bataillon soll während seines Aufenthaltes in Weißrussland etwa 2000 Partisanen getötet haben. Wissenschafter des Sicherheitsdienstes der Ukraine behaupten 2008, dass Schuchewytsch persönlich ein jüdisches Mädchen vor der Verfolgung durch die Nationalsozialisten rettete und ihr falsche Papiere besorgte. Ein ehemaliger Mitkämpfer behauptete später, Schuchewytsch habe sogar aktiv versucht, weitere Ausschreitungen der Ukrainischen Aufständischen Armee gegenüber Juden zu verhindern, nachdem er deren Leitung von Dmytro Kljatschkiwskyj übernommen hatte.
All dem widerspricht der Historiker Grzegorz Rossoliński-Liebe, so hätten nach der Inhaftierung Banderas in Berlin und Sachsenhausen Schuchewytsch, Mykola Lebed, Kljatschkiwskyj und andere die Leitung der OUN-B/UPA übernommen und die Morde direkt vor Ort angeordnet und die „Säuberung“ der Westukraine koordiniert.
1943 wurde Schuchewytsch, dem die deutsche Autoritäten zunehmend misstrauten, von der Gestapo verhaftet. Er konnte fliehen und sich der Ukrainischen Aufstandsarmee anschließen. Als deren Kommandeur lieferte er sich noch lange nach dem Ende des Zweiten Weltkriegs Partisanenkämpfe mit sowjetischen Einheiten. Über seine Verbindungsfrau Darija Husjak, Deckname „Nusja“, versuchte er, Kontakt mit der amerikanischen Botschaft in Moskau aufzunehmen. Während der Rückkehr aus Moskau wurde Nusja beschattet und am 2. März 1950 in Lwiw verhaftet. Im Gefängnis vertraute sie sich einem weiblichen Zellenspitzel an und gab dabei versehentlich den entscheidenden Hinweis zu Schuchewytschs Aufenthaltsort. Schuchewytsch fiel am 5. März 1950 mit 42 Jahren in einem Gefecht mit sowjetischen Armee- und Spezialeinheiten des MGB in der Nähe von Lwiw, wobei er einen MGB-Offizier tötete.

## Nachwirkung und Personenkult

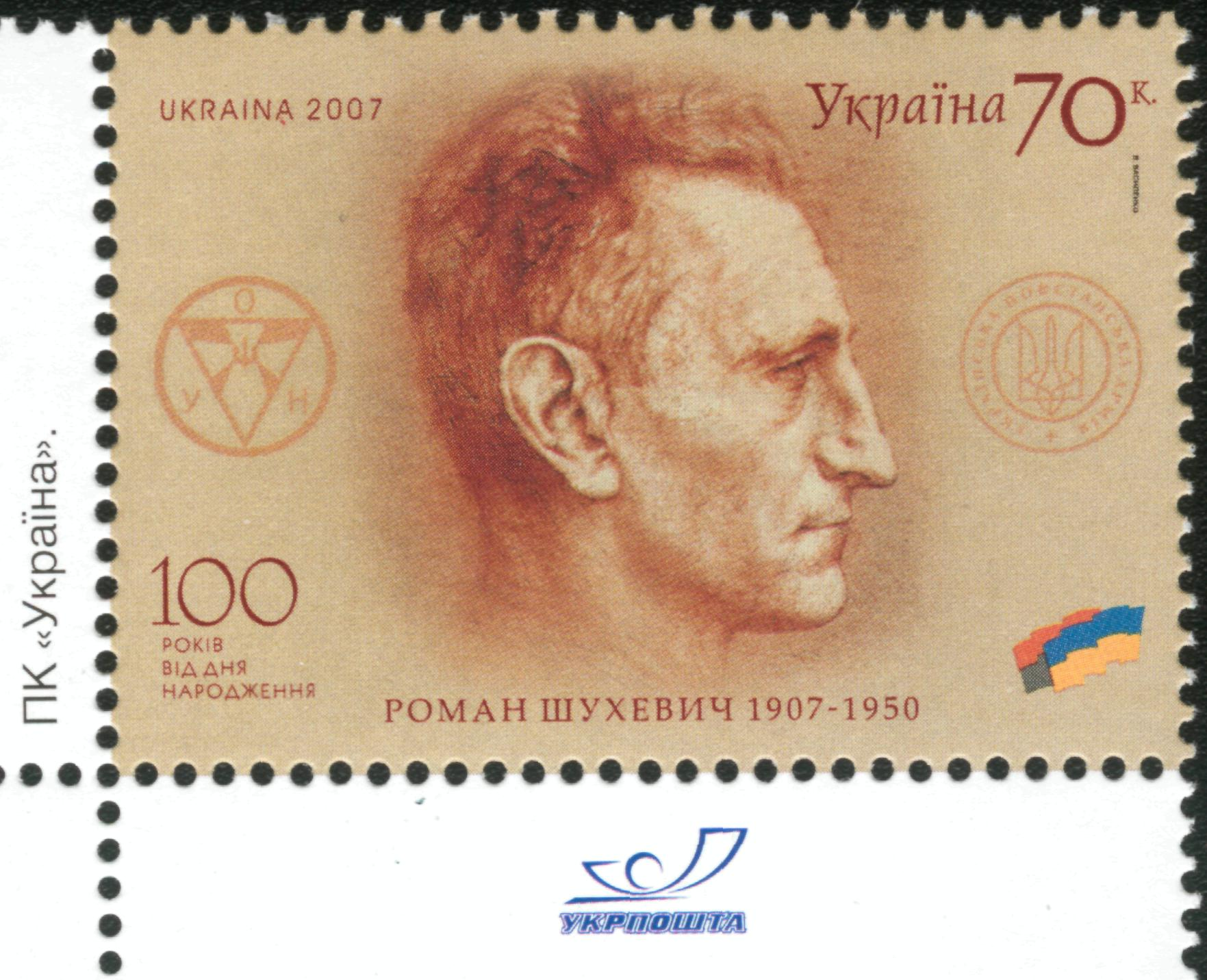
Ukrainische Briefmarke aus dem Jahr 2007 mit Bild Schuchewytschs

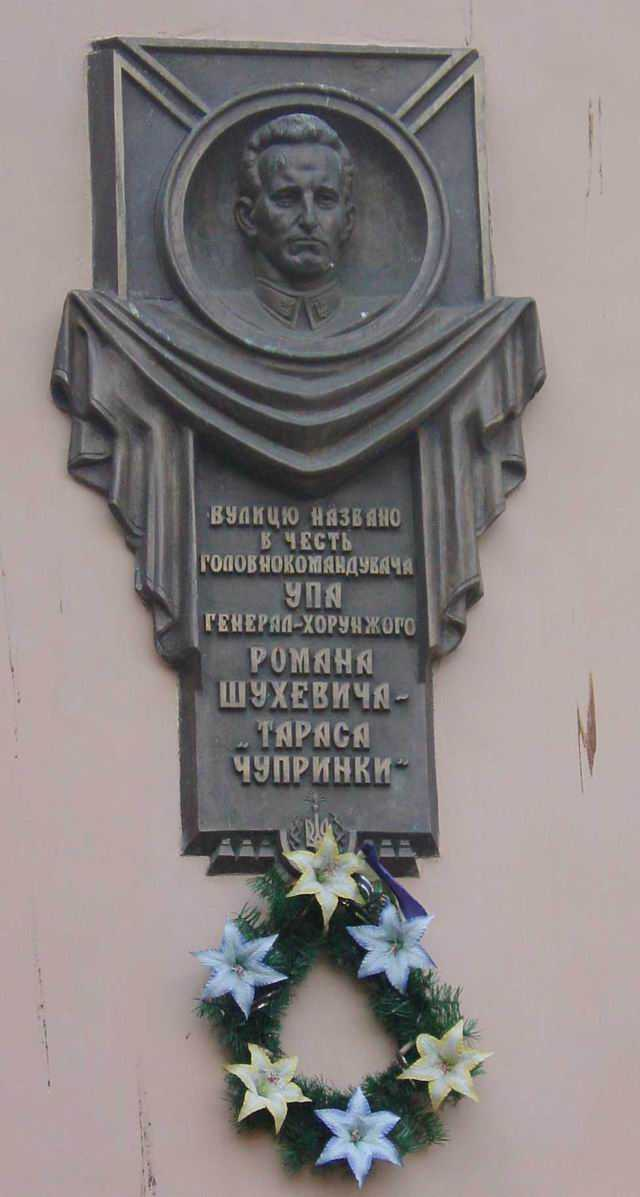
Gedenktafel für Schuchewytsch in Lwiw

Schuchewytschs Rolle in der Ukraine wird heute kontrovers diskutiert. Teile der Bevölkerung, besonders im Westen des Landes, würdigen heute Schuchewytsch, ähnlich wie den ebenfalls umstrittenen Stepan Bandera, als Nationalheld. Hervorgehoben wird dabei sein Einsatz für die Errichtung eines ukrainischen Nationalstaats und für ukrainische Belange.
Seit der Unabhängigkeit der Ukraine gibt es zahlreiche Briefmarken und Gedenkmünzen mit Bildern von Roman Schuchewytsch, Denkmäler wurden errichtet und einige westukrainische Städte, darunter auch Lwiw, ernannten ihn posthum zum Ehrenbürger. Im Jahr 2000 unter der Präsidentschaft von Leonid Kutschma drehte man über ihn einen patriotischen historischen Spielfilm Нескорений Neskorenyj (Der Unbeugsame), welcher vom ukrainischen Ministerium für Kultur und Kunst angeregt und gefördert wurde.
Große Teile der ukrainischen Bevölkerung, besonders im Osten des Landes, lehnen ihn jedoch als „Nazi-Kollaborateur“ ab und fordern eine „Entheroisierung“ Schuchewytschs.
Am 23. Oktober 2001 nahm in Lwiw das Roman-Schewytsch-Museum seinen Dienst auf. Dieses Museum brannte am 1. Januar 2024 vollständig ab, nachdem es während des Russischen Überfalls auf die Ukraine seit 2022 von der russischen Luftwaffe vermutlich aus Anlass des 125. Geburtstages von OUN-Führer Stepan Bandera mit einer Shahed-Drohne bombardiert worden war.
Im Jahre 2007 wurde Schuchewytsch von Präsident Wiktor Juschtschenko posthum als „Held der Ukraine“ ausgezeichnet. Diese Entscheidung wurde insbesondere auch von der polnischen Öffentlichkeit kritisiert. Die Auszeichnung wurde ihm am 21. April 2010 von einem Gericht in Donezk wieder aberkannt, was aber rechtlich nicht bindend ist, sodass er nach wie vor diesen Titel trug. Im August 2011 wurde ihm der Titel offiziell aberkannt.
Am 1. Juni 2017 beschloss der Kyjiwer Stadtrat, den Watutin-Prospekt, benannt nach dem Armeegeneral der Roten Armee Nikolai Fjodorowitsch Watutin, in Schuchewytsch-Prospekt umzubenennen. Watutin wurde 1944 durch einen Überfall der von Schuchewytsch befehligten Ukrainischen Aufstandsarmee getötet. Am 13. Juni gab ein Kyjiwer Verwaltungsgericht einem Antrag von Parteien, die gegen die Verehrung Schuchewytschs waren, teilweise statt und setzte die Umbenennung einer Straße nach Schuchewytsch aus.
Am 30. Juni 2017 startete in Lwiw am Jahrestag des Einmarsches der deutschen Truppen in Lwiw, dem unmittelbar der Pogrom in Lemberg folgte, zum Gedenken an Roman Schuchewytsch trotz vorheriger Proteste der jüdischen Gemeinschaften das antisemitische Festival Schuchewytschfest (Шухевичфест). Das Festival dauerte bis 3. Juli 2017. Vermutlich in Zusammenhang mit diesem Festival warfen Unbekannte am 30. Juni eine Brandbombe auf eine Synagoge in Lwiw. Am gleichen Tag wurde auch ein Gebäude der jüdischen Gemeinde in der Scholem-Aleichem-Straße in Lwiw mit anti-jüdischen Parolen wie „Nieder mit der jüdischen Macht“ besprüht.
Am 5. März 2021 nannte der Stadtrat der westukrainischen Stadt Ternopil aus Anlass der Austragung des „11. sportlichen und patriotischen Wettbewerb des Schuchewytsch-Pokals“ das größte Fußballstadion der Stadt in „Roman-Schuchewytsch-Stadtstadion Ternopil“ (Тернопільський міський стадіон імені Романа Шухевича) um. Das Simon Wiesenthal Zentrum forderte umgehend ein Überdenken dieser Entscheidung. Der Stadtrat der nordrhein-westfälischen Stadt Erftstadt schloss am 10. Februar 2023 eine Städtepartnerschaft mit Ternopil. Erst nachträglich stellte die Stadtfraktion der Linken einen Antrag, wegen der Umbenennung des Stadiums im Jahre 2021 die Städtepartnerschaft wieder aufzulösen, den der Erftstädter Stadtrat in seiner Sitzung am 13. Dezember 2023 abgelehnt hat.

## Familie
Roman Schuchewytschs Sohn Jurij Schuchewytsch (1933–2022) war ein sowjetischer Dissident und von 2014 bis 2019 Parlamentsabgeordneter in der Ukraine.